# 1659
- Wikisource

| Calendário gregoriano                                                        | 1659 MDCLIX                         |
| Ab urbe condita                                                              | 2412                                |
| Calendário arménio                                                           | 1108 – 1109                         |
| Calendário bahá'í                                                            | -185 – -184                         |
| Calendário budista                                                           | 2203                                |
| Calendário chinês                                                            | 4355 – 4356 Início a 23 de janeiro  |
| Calendário copta                                                             | 1375 – 1376                         |
| Calendário etíope                                                            | 1651 – 1652                         |
| Calendários hindus - Vikram Samvat - Calendário nacional indiano - Cáli Iuga | 1714 – 1715 1580 – 1581 4759 – 4760 |
| Calendário Holoceno                                                          | 11659                               |
| Calendário islâmico                                                          | 1069 – 1070                         |
| Calendário judaico                                                           | 5419 – 5420                         |
| Calendário persa                                                             | 1037 – 1038                         |
| Calendário rúnico                                                            | 1909                                |
| Calendário solar tailandês                                                   | 2202                                |

1659 (MDCLIX, na numeração romana) foi um ano comum do século XVII do actual Calendário Gregoriano, da Era de Cristo, e a sua letra dominical foi E (52 semanas), teve início a uma quarta-feira e terminou também a uma quarta-feira.
| Ano completo                        |
| ----------------------------------- |
| Ano comum com início à quarta-feira |

## Eventos
- Paz dos Pirenéus entre a França e a Espanha com o fim do predomínio espanhol na Europa.
- Os portugueses derrotam os espanhóis nas linhas de Elvas. Apesar de continuarem activas até ao presente século, as defesas de Elvas tiveram o seu momento maior em Janeiro de 1659, no episódio que ficou conhecido por Batalha das Linhas de Elvas, no seguimento da Guerra da Restauração.
- Carlos X ataca Copenhaga.
- Governante em Portugal: D. Afonso VI.
- 23 de Abril - Emissão do alvará que autoriza a reconstrução e ampliação da Igreja de São Jorge das Velas, requerido pelo padre Baltazar Dias Teixeira, e concedida por D. Afonso VI de Portugal[1][2][3].

## Nascimentos
- 1 de Fevereiro - Jacob Roggeveen, explorador neerlandês (m. 1729).
- 10 de Setembro - Henry Purcell, compositor britânico (m. 1695).
- Pieter van der Aa, geógrafo, livreiro e editor neerlandês (m. 1733).

## Mortes
- 30 de Março - Alexandre Fichet, jesuíta, erudito e pregador francês (n. 1588).
- 10 de outubro - Abel Tasman, navegador e explorador neerlandês, descobridor da Tasmânia (n. 1603).

## Por tema
- 1659 no Brasil
- 1659 na ciência